# Phyllanthus minarum
Phyllanthus minarum är en emblikaväxtart som beskrevs av Paul Carpenter Standley och Julian Alfred Steyermark. Phyllanthus minarum ingår i släktet Phyllanthus och familjen emblikaväxter.
Artens utbredningsområde är Guatemala. Inga underarter finns listade i Catalogue of Life.